# 宮東町 (名古屋市)
- 日本 > 愛知県 > 名古屋市 > 昭和区 > 宮東町
- 日本 > 愛知県 > 名古屋市 > 千種区 > 宮東町

宮東町（みやひがしちょう）は愛知県名古屋市昭和区と千種区にある町名。丁番を持たない単独町名である。住居表示未実施。

## 地理
名古屋市昭和区の北東部、千種区の南東部に位置し、昭和区側の西に伊勝町、南東に前山町、南に楽園町と八雲町、北に福原町と接し、千種区側の西に四谷通、北西に不老町と幸川町と接する。

## 歴史

### 地名の由来
伊勝八幡宮（伊勝町）の東に位置することからつけられたという。

### 沿革
- 1934年（昭和9年）10月1日 - 中区広路町および東区田代町の各一部により、中区宮東町として成立[2]。
- 1937年（昭和12年）10月1日 - 昭和区編入により、同区宮東町となる[2]。
- 1942年（昭和17年）11月27日 - 広路町・田代町の各一部を編入する[2]。
- 1945年（昭和20年）9月20日 - 広路町・田代町の各一部を編入する[2]。
- 1964年（昭和39年）5月1日 - 昭和区宮東町の一部により千種区宮東町が成立する[2]。

## 世帯数と人口
2019年（平成31年）1月1日現在の世帯数と人口は以下の通りである。
| 区     | 町丁   | 世帯数  | 人口    |
| ------ | ------ | ------- | ------- |
| 昭和区 | 宮東町 | 622世帯 | 1,022人 |

### 人口の変遷
国勢調査による人口の推移。
| 1995年（平成7年）  | 1,440人 |  |  |
| 2000年（平成12年） | 1,434人 |  |  |
| 2005年（平成17年） | 1,380人 |  |  |
| 2010年（平成22年） | 1,368人 |  |  |
| 2015年（平成27年） | 1,403人 |  |  |

### 世帯数の変遷
国勢調査による世帯数の推移。
| 1995年（平成7年）  | 929世帯 |  |  |
| 2000年（平成12年） | 984世帯 |  |  |
| 2005年（平成17年） | 976世帯 |  |  |
| 2010年（平成22年） | 981世帯 |  |  |
| 2015年（平成27年） | 989世帯 |  |  |

## 学区
市立小・中学校に通う場合、学校等は以下の通りとなる。また、公立高等学校に通う場合の学区は以下の通りとなる。
| 区     | 番・番地等 | 小学校               | 中学校               | 高等学校 |
| ------ | ---------- | -------------------- | -------------------- | -------- |
| 昭和区 | 全域       | 名古屋市立伊勝小学校 | 名古屋市立川名中学校 | 尾張学区 |

## 施設
- 名古屋大学（東山キャンパス） - 町区画の一部に宮東町が入っているが、郵便等の宛先は不老町に統一されている。
- 名古屋学生青年センター
- ヤマト運輸昭和宮東センター

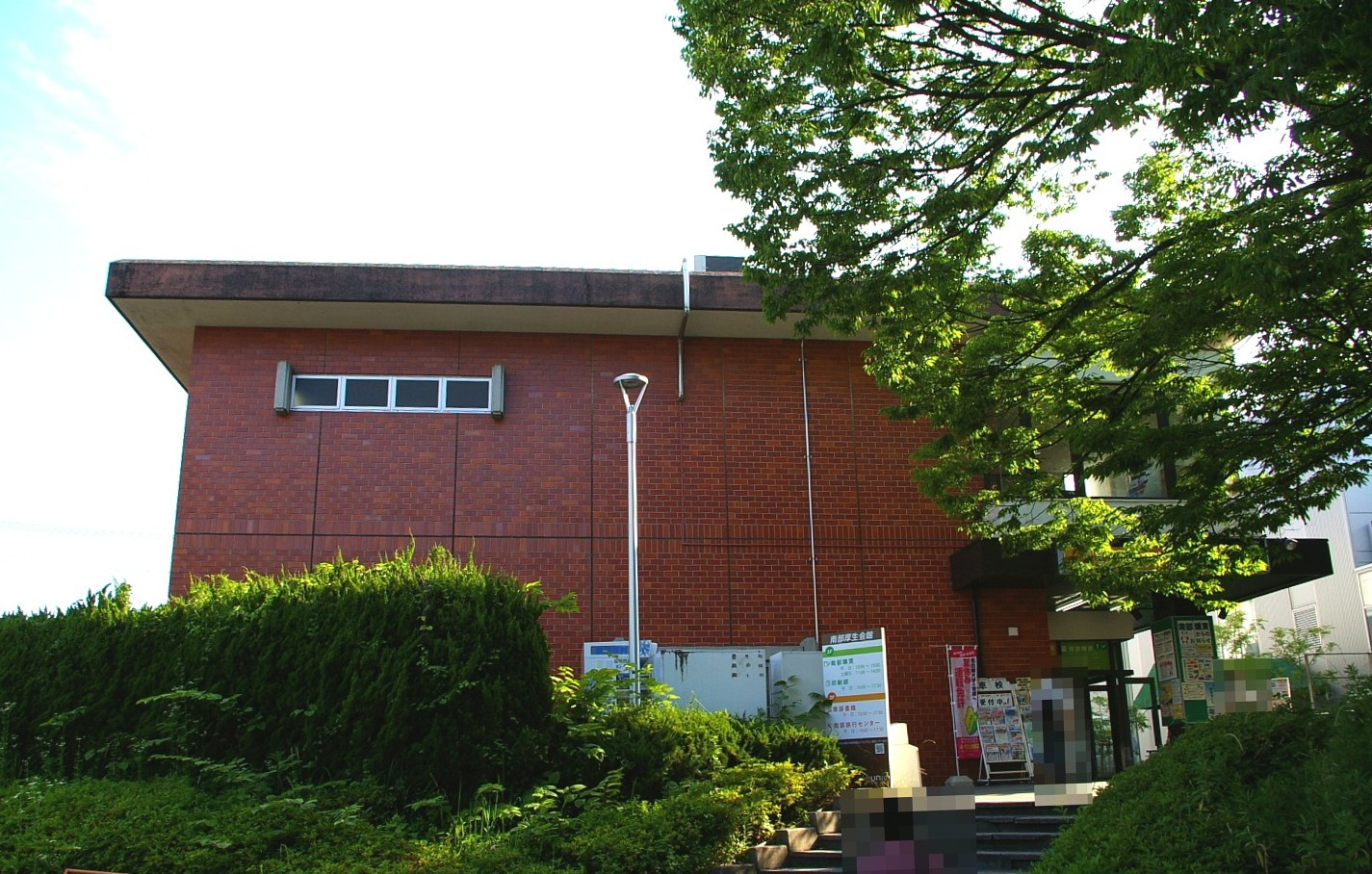
名古屋大学南部厚生会館

## 交通
町内に地下鉄駅はなく、最寄りの駅は名古屋市営地下鉄名城線名古屋大学駅。バス停は栄17の楽園町、八雲町などが近い。

## その他

### 日本郵便
- 集配担当する郵便局は以下の通りである[WEB 14]。

| 区     | 町丁   | 郵便番号 | 郵便局     |
| ------ | ------ | -------- | ---------- |
| 昭和区 | 宮東町 | 466-0804 | 昭和郵便局 |
| 千種区 | 宮東町 | 464-0000 | 千種郵便局 |

#### WEB
1. 1 2  “町・丁目(大字)別、年齢(10歳階級)別公簿人口(全市・区別)”.   名古屋市 (2019年1月23日). 2019年1月23日閲覧。
2. 1 2  “郵便番号”.  日本郵便. 2019年1月6日閲覧。
3. 1 2  “郵便番号”.  日本郵便. 2019年1月6日閲覧。
4. ↑  “市外局番の一覧”.   総務省. 2019年1月6日閲覧。
5. ↑  “昭和区の町名一覧”.   名古屋市 (2015年10月21日). 2019年1月12日閲覧。
6. ↑  “千種区の町名一覧”.   名古屋市 (2015年10月21日). 2019年1月12日閲覧。
7. 1 2  総務省統計局 (2014年3月28日). “平成7年国勢調査の調査結果(e-Stat) - 男女別人口及び世帯数 －町丁・字等” (CSV). 2021年7月20日閲覧。
8. 1 2  総務省統計局 (2014年5月30日). “平成12年国勢調査の調査結果(e-Stat) - 男女別人口及び世帯数 －町丁・字等” (CSV). 2021年7月20日閲覧。
9. 1 2  総務省統計局 (2014年6月27日). “平成17年国勢調査の調査結果(e-Stat) - 男女別人口及び世帯数 －町丁・字等” (CSV). 2021年7月21日閲覧。
10. 1 2  総務省統計局 (2012年1月20日). “平成22年国勢調査の調査結果(e-Stat) - 男女別人口及び世帯数 －町丁・字等” (CSV). 2021年7月21日閲覧。
11. 1 2  総務省統計局 (2017年1月27日). “平成27年国勢調査の調査結果(e-Stat) - 男女別人口及び世帯数 －町丁・字等” (CSV). 2021年7月21日閲覧。
12. ↑  “市立小・中学校の通学区域一覧”.   名古屋市 (2018年11月10日). 2019年1月14日閲覧。
13. ↑  “平成29年度以降の愛知県公立高等学校（全日制課程）入学者選抜における通学区域並びに群及びグループ分け案について”.   愛知県教育委員会 (2015年2月16日). 2019年1月14日閲覧。
14. ↑  郵便番号簿 平成29年度版 - 日本郵便. 2019年01月06日閲覧 (PDF)

#### 書籍
1. ↑  名古屋市計画局 1992, p. 366.
2. 1 2 3 4 5  名古屋市計画局 1992, p. 793.